# Diecezja Paranaguá
Diecezja Paranaguá (łac. Dioecesis Paranaguensis) – diecezja Kościoła rzymskokatolickiego w Brazylii. Należy do metropolii Kurytyba, wchodzi w skład regionu kościelnego Sul 2. Została erygowana przez papieża Jana XXIII bullą Ecclesia Sancta w dniu 21 lipca 1962.